# G.N. Flerov
Gheorghi Nicolaevici Flerov (în rusă: Гео́ргий Никола́евич Флёров, în engleză: Georgy Nikolayevich Flyorov, n. 17 februarie/2 martie 1913, Rostov-pe-Don, Imperiul Rus – d. 19 noiembrie 1990, Moscova, RSFS Rusă, URSS) a fost un fizician nuclearist sovietic, cunoscut pentru descoperirea fisiunii spontane și pentru contribuția sa la fizica reacțiilor termice.  Este de asemenea cunoscut pentru scrisoarea sa adresată în timpul celui de-al Doilea Război Mondial lui Iosif Vissarionovici Stalin, prin care îi solicita acesuia demararea proiectul sovietic de dezvoltare a bombei atomice. 
În 2012, elementul 114 a fost numit flerovium, iar Laboratorul pentru Reacții Nucleare din cadrul Institutului Unificat de Cercetări Nucleare poartă numele său.

## Biografie
Flyorov sa născut la Rostov-pe-Don și a studiat în cadrul Institutului Politehnic din Leningrad (în prezent, Universitatea Politehnică  Petru cel Mare din Sankt Petersburg) unde s-a specializat în termofizică și fizică nucleară. 
În aprilie 1942 – în timp ce activa ca locotenent al Forțelor Aeriene Sovietice – i-a scris lui Stalin, subliniind tăcerea suspectă a Statelor Unite, Marii Britanii și Germaniei cu privire la fisiunea nucleară. Insistențele lui Flyorov cu privire la „construirea fără întârziere a bombei de uraniu” au condus în cele din urmă la dezvoltarea proiectului bombei atomice sovietice.
În 1940, alături de Konstantin Petrzak, a descoperit fisiunea spontană.
În anii '70 a pretins că a descoperit două elemente metalice de tranziție, seaborgiu și bohriu.
În 1957 a fondat Laboratorul pentru Reacții Nucleare Flerov, unul dintre laboratoarele principale ale Institutului Unificat de Cercetări Nucleare din Dubna, a cărui director a fost până în 1989.  De asemenea, în aceeași perioadă a prezidat Consiliul științific al Academiei de Științe a URSS. 

## Onoruri și premii
- Eroul al Muncii Socialiste (1949)
- Două Ordine Lenin (1949, 1983)
- Ordinul Revoluției din Octombrie (1973)
- Ordinul Steagul Roșu al Muncii, de trei ori (1959, 1963, 1975)
- Ordinul Războiului Patriotic clasa I (1985)
- Premiul Lenin (1967)
- Premiul Stalin, de două ori (1946, 1949)
- Premiul de stat al URSS (1975)
- Cetățean de onoare al Dubnei
- Elementul flerovium (cu numarul atomic 114) a fost denumit în onoarea sa